# Majski (przystanek kolejowy)
Majski (biał. Майскі; ros. Майский) – przystanek kolejowy w miejscowości Błuże, w rejonie puchowickim, w obwodzie mińskim, na Białorusi. Położony jest na linii Homel - Żłobin - Mińsk.